# Calonotos longipennis
Calonotos longipennis là một loài bướm đêm thuộc phân họ Arctiinae, họ Erebidae.